# Isla de Mäuseturm
Isla de Mäuseturm (en alemán: Mäuseturminsel) es una isla localizada en el río Rin, frente a la ciudad de Bingen am Rhein y que administrativamente forma parte del estado federado de Renania-Palatinado. Posee una superficie de 1 hectárea (0,01 km²) con 250 metros de largo por 50 de ancho. No es accesible al público y se encuentra totalmente deshabitada.